# Selenops intricatus
Selenops intricatus är en spindelart som beskrevs av Simon 1910. Selenops intricatus ingår i släktet Selenops och familjen Selenopidae. Inga underarter finns listade i Catalogue of Life.